# Methanocellales
Los Methanocellales son un orden de arqueas de la clase de Methanocellia. Estos microorganismos destacan entre los principales responsables de la contribución de gases de efecto invernadero proveniente de los arrozales, especialmente metano.
Dentro de este orden se encuentra una única familia llamada Methanocellaceae, que incluye un único género Methanocella, incluyendo las siguientes especies:
| Methanocella | \| \| Methanocella paludicola[5] \| \| \| \| \| \| Methanocella arvoryzae[6] \| \| \| \| \| \| 'Methanocella conradii[7] \| \| \| \| |
|              | \| \| Methanocella paludicola[5] \| \| \| \| \| \| Methanocella arvoryzae[6] \| \| \| \| \| \| 'Methanocella conradii[7] \| \| \| \| |
|              | Methanocella paludicola |
|              | |
|              | Methanocella arvoryzae |
|              | |
|              | 'Methanocella conradii |
|              | |

|  | Methanocella paludicola |
|  |                         |
|  | Methanocella arvoryzae  |
|  |                         |
|  | 'Methanocella conradii  |
|  |                         |

| Methanocella | \| \| Methanocella paludicola[5] \| \| \| \| \| \| Methanocella arvoryzae[6] \| \| \| \| \| \| 'Methanocella conradii[7] \| \| \| \| |
|              | \| \| Methanocella paludicola[5] \| \| \| \| \| \| Methanocella arvoryzae[6] \| \| \| \| \| \| 'Methanocella conradii[7] \| \| \| \| |
|              | Methanocella paludicola |
|              | |
|              | Methanocella arvoryzae |
|              | |
|              | 'Methanocella conradii |
|              | |

|  | Methanocella paludicola |
|  |                         |
|  | Methanocella arvoryzae  |
|  |                         |
|  | 'Methanocella conradii  |
|  |                         |